# Kugaaruk
Kugaaruk, conhecida como Pelly Bay está localizada na margem de Pelly Bay (Baía de Pelly), na Golfo de Boothia, península Simpson, Kitikmeot, Nunavut, Canadá. O acessoa à cidade é feito por ar, no aeroporto da cidade.

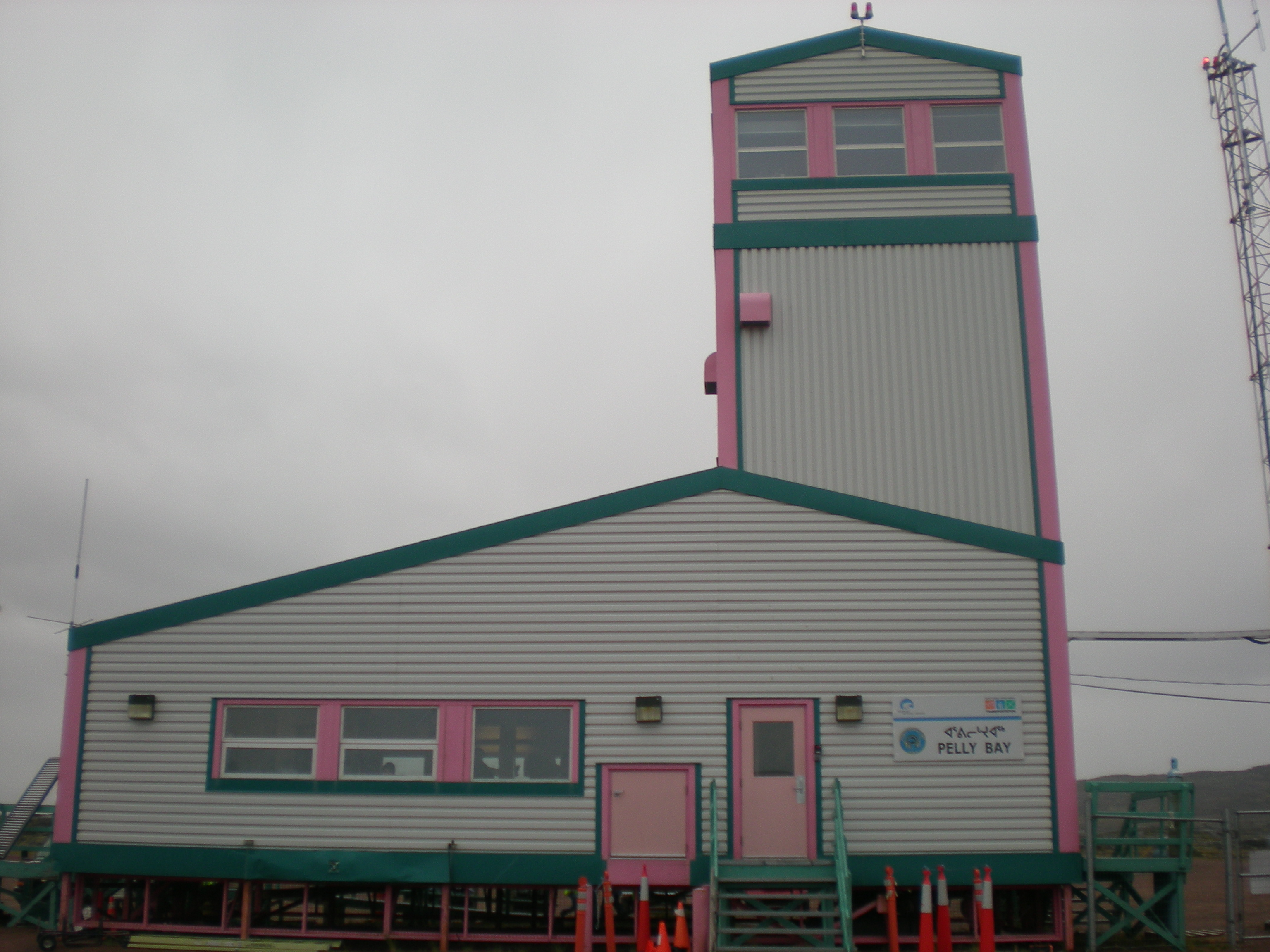
Kugaaruk

Kugaaruk significa "Pequeno córrego".
Sua população é estimada em 758 habitantes, um aumento de 13,7% desde o censo de 2001.

## Curiosidades
- Kugaaruk é considerada como um dos povoados mais frios do Canadá. Lá se registrou o a maior recorde negativo de temperatura, que foi -66ºC (-108,4 ºF).
- É o povoado mais próximo da capital de Nunavut, Iqaluit, ficando a uma distância de 1.310 km.